# Frédéric Fontang
Frédéric Fontang (* 18. März 1970 in Casablanca, Marokko) ist ein ehemaliger französischer Tennisspieler.

## Karriere
Fontang stand 1987 im Achtelfinale der Orange Bowl International Championships. Nach einem Sieg unter anderem über Byron Black unterlag er Nicolás Pereira klar in zwei Sätzen. Beim Juniorenturnier der French Open im darauf folgenden Jahr schied er in der zweiten Runde aus. 1990 war sein erstes durchgehendes Jahr auf der Profitour, in dem er jedoch nur mit mäßigem Erfolg auf der ATP Challenger Tour unterwegs war. Das Jahr darauf wurde das beste seiner Karriere. Zunächst stand er beim ATP-Turnier von San Marino im Finale, das er gegen Guillermo Pérez Roldán verlor. In Palermo bezwang er auf dem Weg ins Finale Andrij Medwedjew, Renzo Furlan und Jordi Arrese und er besiegte schließlich Emilio Sánchez in drei Sätzen. Zudem gewann er mit einem Finalerfolg über Carlos Costa den Titel beim Challenger-Turnier von Meran.
Die Erfolge des Jahres 1991 konnte er nicht wiederholen. Einmal noch stand er im Finale eines Challenger-Turniers, unterlag jedoch in Ostende gegen Johan van Herck. 1999 beendete er seine Karriere; er kehrte aber zwischen 2004 und 2006 noch einmal zurück. Bei seinen Auftritten bei unterklassigen Futures scheiterte er jedoch mit einer Ausnahme jeweils in der ersten Runde. Die höchsten Notierungen in der ATP-Weltrangliste erreichte er 1991 mit Position 59 im Einzel und Position 589 im Doppel. Sein bestes Abschneiden bei einem Grand-Slam-Turnier gelang ihm mit dem Erreichen der zweiten Runde der French Open.
Nach seiner Profikarriere betreute Fontang zwölf Jahre lang Jérémy Chardy. Im Anschluss engagierte ihn Vasek Pospisil als Trainer.

## Turniersieg
| Legende                       |
| Grand Slam                    |
| Tennis Masters Cup            |
| ATP Masters Series            |
| ATP International Series Gold |
| ATP International Series (1)  |

### Einzel
| Nr. | Datum              | Turnier | Belag | Finalgegner    | Ergebnis      |
| --- | ------------------ | ------- | ----- | -------------- | ------------- |
| 1.  | 29. September 1991 | Palermo | Sand  | Emilio Sánchez | 1:6, 6:3, 6:3 |